# Hephaestion violaceipennis
Hephaestion violaceipennis là một loài bọ cánh cứng trong họ Cerambycidae.